# Yacht Club basque
Le Yacht Club basque est une école de voile située à Socoa, au Pays basque, face à la baie de Saint-Jean-de-Luz.
Association créée en 1935 à Socoa, le YCB a pour but de favoriser le développement et la pratique de la voile au Pays basque. Le YCB est affilié à la Fédération française de voile, agréé par le ministère de la jeunesse et des sports, il est le seul à avoir reçu les labels École française de voile, Voile Loisir, et Compétition sur le Pays Basque.

## Historique
D'après les statuts de l'association, le Yacht Club basque a été fondé en 1935. Il a été déclaré le 23 juillet 1935 à la sous-préfecture de Bayonne (Pyrénées-Atlantiques) sous le no 124. C'est une association régie par la loi du 1er juillet 1901 et le décret du 16 août 1901, ayant pour titre : Yacht Club basque.
Le 420, légendaire dériveur, a été dessiné par l'architecte naval M. Maury en 1957 sur demande du président du YCB de l'époque. En effet, celui-ci désirait un bateau pour l'initiation en double des jeunes.

## L'activité du YCB
Le YCB est un club ouvert toute l'année et a une activité de voile scolaire, de voile loisir et de voile sportive le mercredi, samedi (sur HC 16, Topaz 12, Colibri, Open 5.70, Optimist, Laser et planche à voile) et de voile sportive consistant à la préparation à la régate (sur Planche à Voile, Open 5.70, SL 15.5, SL 16, Laser et Optimist).
Le YCB a participé à de nombreuses compétitions jusqu'au niveau européen et a formé de nombreux champions tel que Kevin Peponnet.
Le YCB a également une activité saisonnière de stages de voile avec une équipe de moniteurs qui, ayant pratiqué la régate, ont tous un très bon bagage technique. La plupart ont fait leur début au YCB.
Le président actuel est M. Marc Basquin